# École supérieure d'art et design de Valence
Pour les articles homonymes, voir École des beaux-arts.
L'École supérieure d'art et design Grenoble Valence ou ÉSAD Grenoble Valence est un établissement d'enseignement supérieur français agréé par le ministère de la Culture.
L'ÉSAD est l'une des cinquante-six écoles d'art placées sous la tutelle pédagogique de la Délégation aux arts plastiques par l'intermédiaire de la Mission permanente d'inspection, de conseil et d'évaluation de l'enseignement artistique.
L’École Supérieure d’Art et Design Grenoble Valence est une nouvelle école publique d’enseignement supérieur artistique issue du rapprochement en 2011 de l’École supérieure d'art de Grenoble et de l’École régionale des beaux-arts de Valence. Répartie sur deux sites, l’ÉSAD Grenoble Valence délivre des masters en Art et Design graphique.

## Environnement
Le site de Valence se situe place des Beaux-Arts, au cœur du quartier de Fontbarlettes, à Valence.
À proximité se situe le parc Jean-Perdrix, dans lequel se tiennent les châteaux d'eau de Philolaos Tloupas, qu'il conçoit en 1963, sous la dénomination de sculpture-architecture château-d'eau. À l'initiative de l'architecte urbaniste André Gomis, l'œuvre a été réalisée de 1969 à 1971. Mesurant 57 m de haut, elle consiste en deux tours vrillées.

## Histoire
- En 1899 la ville de Valence signe une convention avec l'État, celle-ci a pour but la création de l'« École d'arts décoratifs et industriels de Valence ».
- En 1949, consécutivement à la création d'un cours de publicité, l'école accepte les étudiants à temps complet.
- En 1962 et 1965, l'école est promue par un arrêté ministériel au rang d'École d'enseignements artistiques de 2e catégorie.
- En 1974, l'école est agréée pour les formations supérieures sanctionnées par l'État, menant au DNSEP option Art.
- En 1982, l'école est agréée pour la formation supérieure sanctionnée par l'État, menant au DNAT option Arts graphiques.
- En 1995, l'école quitte le 127, avenue Victor-Hugo[3], et s'installe sur le site de Fontbarlettes.
- En 2007, l'école est agréée pour la formation supérieure sanctionnée par l'État, menant au DNSEP option Design, mention Design graphique.
- Aujourd'hui, comme pour la plupart des écoles d'arts en France, les programmes pédagogiques sont la concrétisation des objectifs et des cursus pédagogiques fixés par le Ministère de la Culture sur la base du décret 88-1033 du 10 novembre 1988[4] et de l'arrêté du 6 mars 1997 modifié le 10 juillet 1997 et le 13 novembre 2006.

Depuis le 1er juin 2011, l'ÉSAD de Valence devient L’École supérieure d’art et design Grenoble – Valence (ESAD-GV), qui est une nouvelle école publique d’enseignement supérieur artistique issue du rapprochement de l’École supérieure d’art de Grenoble et de l’École régionale des beaux-arts de Valence.
Répartie sur deux sites, Grenoble et Valence, l’ÉSAD délivre des masters en art et en design graphique.
Cette nouvelle école est gérée sous la forme d'un Établissement Public de Coopération Culturelle. À sa création, la Présidente du conseil d'administration est Françoise Casalino, Adjointe au Maire de Grenoble, puis Véronique Pugeat, adjointe au Maire de Valence, lui succède. En octobre 2018, la présidente du Conseil d'administration devient Francie Mégevand, Vice-présidente Culture de la Métropole de Grenoble. Depuis le 26 septembre 2023, Marie-Françoise Pascale, Adjointe au Maire de Valence, est présidente de l'EPCC ESAD Grenoble Valence.
Habilitée par l’état à délivrer des diplômes nationaux, l'École est financée par Grenoble Alpes Métropole, Valence Romans Agglo, la Région Auvergne Rhône-Alpes, le Ministère de la Culture – Direction régionale des affaires culturelles Rhône-Alpes, et soutenue par les départements de la Drôme et de l’Isère.

## Formation

### Diplômes délivrés
Préparé en 3 ans :
- le DNA, option Art
- le DNA, option Design graphique

Préparé en 5 ans :
- le DNSEP, option Art ou Design graphique

Ces diplômes sont nationaux et délivrés par le Ministre chargé de la Culture.

### Enseignements dispensés

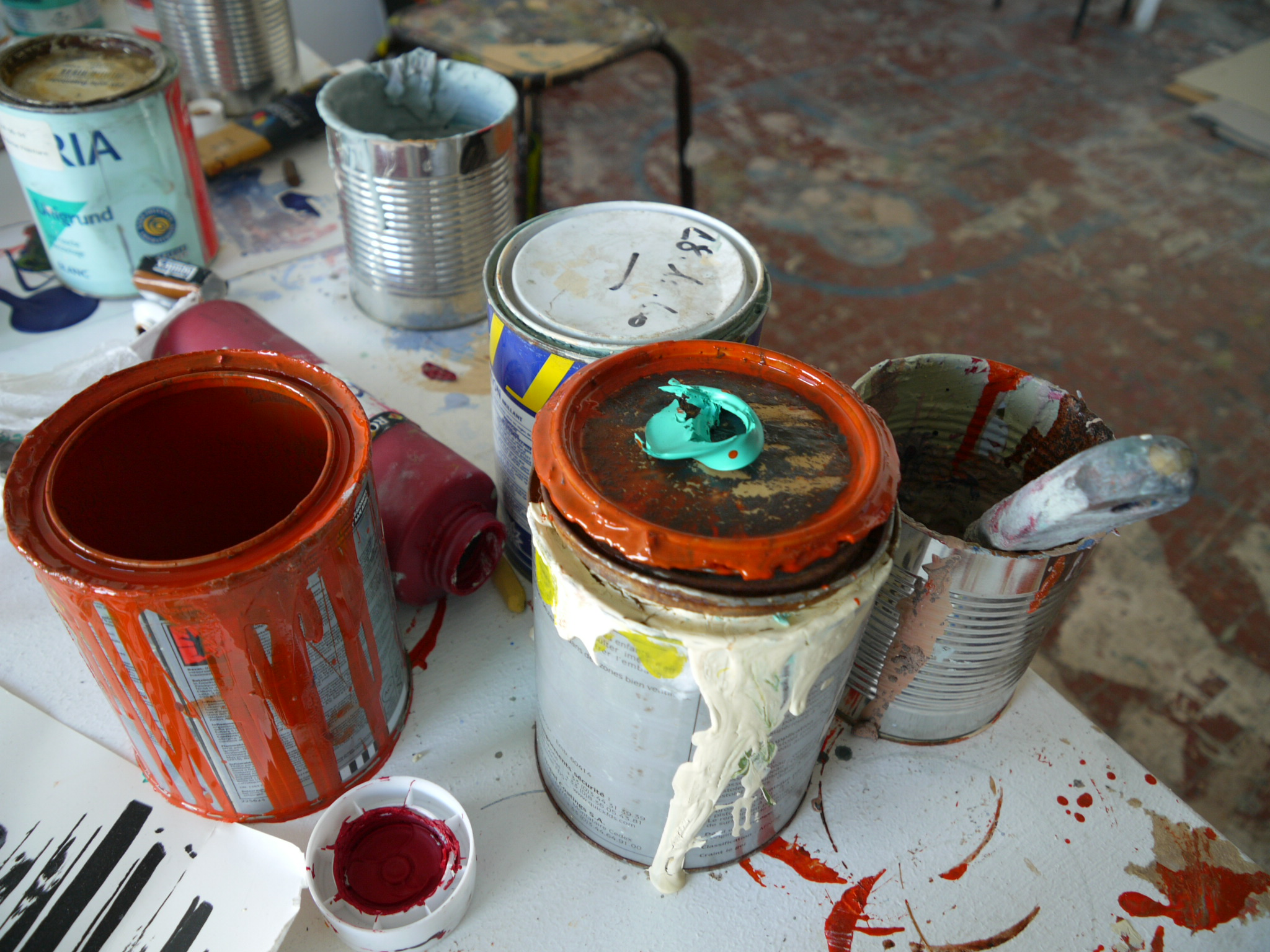
À l'atelier

L'ESAD Valence dispense un enseignement en trois et cinq ans en design graphique et en art. L'admission se fait sur concours. Mais l'École Supérieure d'Art et Design Grenoble Valence est également sur la plateforme Parcousup.
Les enseignements proposés aux différentes années s'organisent autour de la pratique, de la technique et de la théorie. L'école demande que l'étudiant inscrive son travail dans la recherche, plus spécifiquement dans le cadre du cycle long (master).
En option Art, en 3e, 4e et 5e années, les cours techniques et pratiques sont remplacés par un suivi pédagogique ; l'étudiant, qui travaille désormais seul, se doit de prendre des rendez-vous avec les enseignants afin de soumettre sa production à l'analyse. De plus l'apprentissage d'une méthodologie de recherche et d'une mise en forme de son travail est proposée.
Le contenu et le déroulement des cours restent sujets à l'évolution donnée par les enseignants, mais avant tout par les étudiants.
En Design graphique, la préparation du diplôme de premier cycle s'appuie jusqu'en fin de troisième année sur des cours, puis en cycle long sur la participation à des ateliers de recherche communs et la préparation d'un projet spécifique au diplôme.
Depuis 2006, l'enseignement est mis aux normes européennes et l'année scolaire se décompose en deux semestres sanctionnés par un nombre d'UC (Unités de crédit) minimum obligatoire.
Aux étudiants de l'option Art sont proposés des Ateliers de recherches créatives (ARC), AQA, et Workshops, de la 2e à la 4eannées.
En option Design graphique, les étudiants accèdent aux workshops à partir de la 2e année puis aux ARC à partir de la 3e.
Les étudiants de 5eannée des deux sections sont libérés des ARC, AQA et Workshops afin de se consacrer à leur diplôme. 

### Ateliers pour tous
L'ÉSAD, en plus de son enseignement supérieur, propose des cours pour enfants, adolescents et adultes. 
Ceux-ci ne délivrent pas de diplômes, mais permettent aux auditeurs et auditrices de s'initier ou d'approfondir leurs pratiques artistiques. Les cours sont dispensés par des enseignants en art. 

## Équipements
- Ateliers d'études
  - 7 ateliers pour la section Art (et pour les étudiants de 4e et 5eannée des ateliers en dehors de l'école)
  - 3 ateliers pour la section Design Graphique (DG2, DG3, DG4/5)
- Atelier Impression
  - gravure
  - impression offset
  - lithographie
  - sérigraphie
- Atelier « monumental »
  - bois
  - fer (forge)
- Ateliers numériques
  - PAO
  - photographie numérique
  - son (prise et montage)
  - vidéo (prise et montage)
- Ateliers techniques
  - dessin
  - peinture
  - photographie argentique
  - plâtre, terre
- Centre de documentation spécialisé
- Auditorium de 200 places équipé pour des conférences et des projections
- Salle multimédia
- Deux salles d’exposition

## Membres de l'école

### Enseignants de l'ÉSAD •Valence
Liste non exhaustive.
Plus en activité :
- Pierre Buraglio (1976-) ;
- Jean-Pierre Rehm, historien de l'art ;
- Veit Stratmann, sculpteur.

Actuels :
- Florence Lazar, artiste, née en 1966 à Paris.
- Alejandra Riera, artiste née en 1965

## Anciens élèves connus
(liste non exhaustive)
- Frédéric Galliano
- Émile Savitry, entre 1920-1924, peintre surréaliste, photographe
- Damir Radović, artiste

## Publications

### Livres
- NIUM, François Martin et Jean-Luc Nancy
- À quoi bon encore des poètes ?, Christian Prigent
- Comédie 9 (Parasitisme à la gloire), Exposition, Collectif Mix.Paris / ERBA Valence, 2006
- Contribution à l'étude du jardin planétaire, Michel Blazy et Gilles Clément
- Design… graphique ?, Annick Lantenois / ERBA Valence, 2002[5]
- La Gueule de l'emploi, Jean-Luc Moulène, Manuel Joseph
- Land Art Travelling, Gilles A. Tiberghien
- Guide pratique à l'usage des jeunes artistes
- KLVDJGE, ERBA Valence, 1998
- Manager l'immaturité
- Manfred Jade, Manfred Jade, ERBA Valence / Centre national de la photographie, 1997[6]
- La Naissance des seins, Jean-Luc Nancy
- (ORGANISER), Françoise Quardon et Marcel Cohen
- Tour de l'Europe, Valence le Haut, Monique Deregibus : album de photographies mars-juillet, 1996
- Pluie, Charlotte Beaurepaire, dans le cadre de la Galerie nomade, ERBA Valence 2001, exposition
- Postcardbokk, Jean-Luc Moulène
- Recto-verso, peinture-cinéma, ERBA Valence, octobre 1991, n°3
- Un sculpteur, une ville, Jauma Plensa
- La Sétérée, éditions de livres d'artistes : des écrivains, des peintres, Exposition Valence, 1993
- Si tu m'attrapes, je te tue, ERBA Valence, 1995[7]
- Le Songe d'une nuit d'été, ERBA Valence, 1992
- Tableau Territoires actuels
- Transmettre l’histoire, contribution du design à la production des savoirs, Gilles Rouffineau [dir], 2008.

### Revues
- Une fois une #1, ERBA Valence, 1994
- Une fois une #2, ERBA Valence, 1995

### CD-ROM
- Entre-acte, les parleuses, Caecillia Tripp
- GREEN Lines, Nicolas Flory
- Paragraphe 7 de "The Great Learning" de Cornelius Cardew (DVD performance interprétée par l'école)

## Subventions
En tant qu'établissement d'enseignement supérieur artistique agréé par le Ministère de la culture, l'école reçoit le soutien de la Direction régionale des Affaires culturelles de Rhône-Alpes, ainsi que de la Région Auvergne Rhône-Alpes, du département de la Drôme et de Valence Romans Agglo.